# Presse-motte

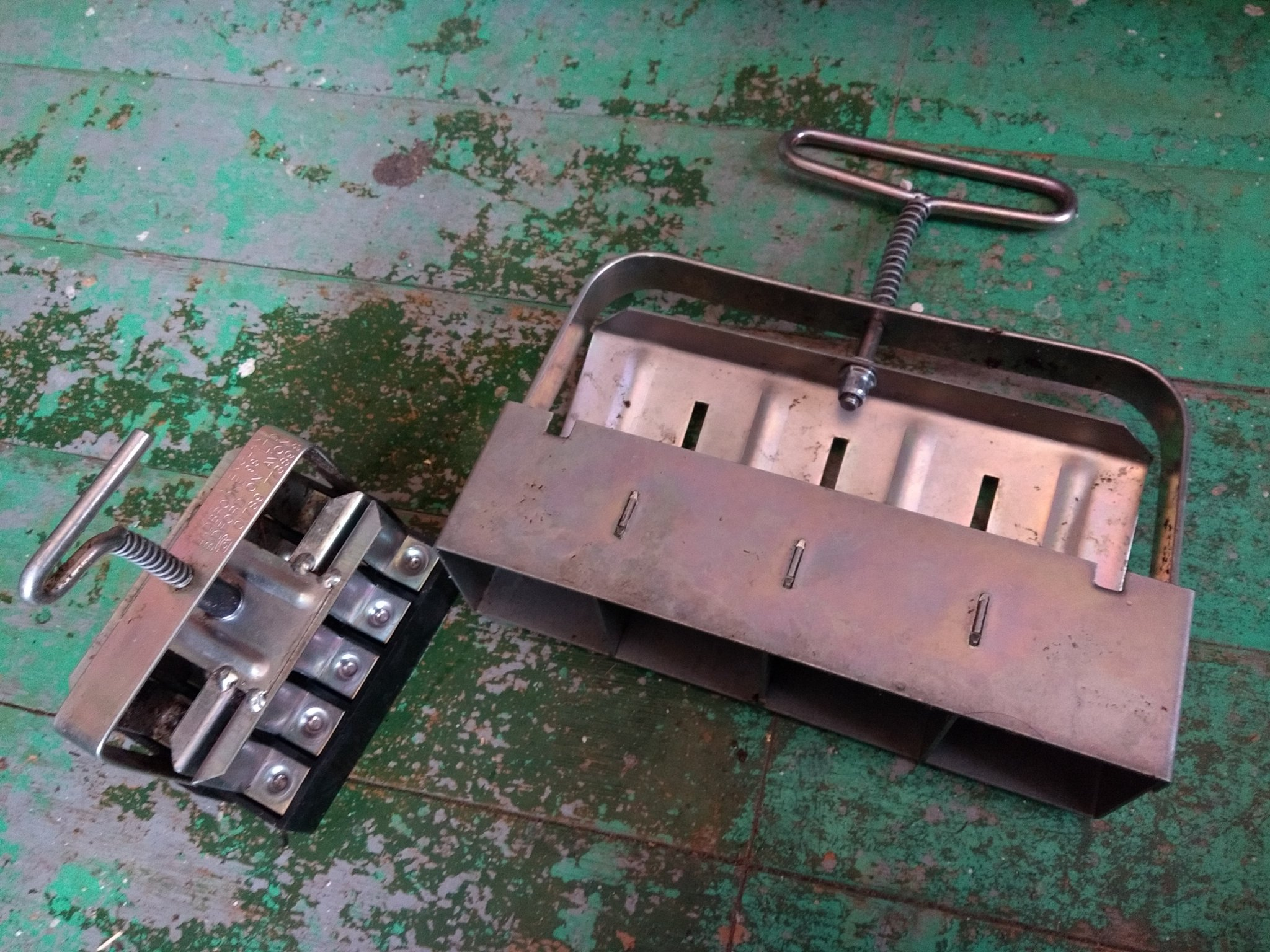
Deux formats emboîtables de presse-motte.

Le presse-motte est un outil de maraîchage permettant de former des blocs de terreau dans lesquels sont démarrés les semis.

## Histoire
Selon Eliot Coleman, la technique de semer dans des blocs de terreau compactés, aurait plus de 2000 ans et remonterait à l'époque de l'horticulture aztèque, bien que l'outil se soit développé principalement depuis 100 ans en Europe.  Un ingénieur britannique, Michael Ladbrooke, est à l'origine du premier presse-motte manuel qui a été manufacturé, puis le fermier, chercheur et auteur américain Eliot Coleman a retravaillé l'invention de Ladbrooke pour créer  lui-même plusieurs modèles.

## Usage
Les mottes sont utilisées en remplacements des plateaux de semis,,, , .